# Tschammerpokal 1941 / Gau Mitte
Der Tschammerpokal-Gau-Mitte-Wettbewerb 1941 war der Siebte seiner Art nach seiner Installierung im Jahre 1935. Er stellt die Gau-regionale Vor-Qualifikation für die überregionalen Fußball-Endrunden des Tschammerpokals 1941 dar.

## Modus
Spielberechtigt waren Vereine aus dem Gau Mitte, wobei die Vereine der Bezirksklassen erst ab der Zwischenrunde und die Vertreter der Gauliga erst zur Hauptrunde in den Wettbewerb einstiegen. Auf drei unterklassig besetzte Vorrunden, folgten zwei Zwischenrunden, die alle regional begrenzt ausgespielt wurden. Die erste und zweite Hauptrunde wurden Gaubezirks-übergreifend ausgetragen. Ab der dritten Hauptrunde wurden aus den bestehenden reichsweiten Gauen mehrere, sogenannte Gaugruppen nach geographischen Gesichtspunkten gebildet. Meistens drei, später vier Gaue bildeten hierbei eine Gaugruppe. Die Vereine aus dem Gau Mitte, mussten sich daher ab der dritten Hauptrunde mit Vereinen des Gau Nordmark und des Gau Niedersachsen messen. Die Gewinner der Partien der vierten Hauptrunde waren neben den Gau-Meistern der Spielzeit 1940/41, für die 1. Schlussrunde des Tschammerpokals 1941 qualifiziert.
Den Gau Mitte repräsentierend, erreichten mit dem unterklassigen LSV Nordhausen sowie dem amtierenden und damit vor-qualifizierten Gauliga-Meister 1. SV 03 Jena, lediglich nur zwei Vereine die überregionalen Runden der Pokal-Saison. Der Gau Nordmark und der Gau Niedersachsen stellten hierfür je vier Vereine für den weiteren Fortgang des Wettbewerbs.
Die drei Vorrunden sind nicht abgebildet, weil sie in Literatur und zeitgenössischen Publikationen in nur äußerst spärlicher Form aufzufinden sind. So beschränkt sich der Inhalt als Gegenstand der statistischen Darstellung, auf die Zwischen- und Hauptrunden des hier beleuchteten Gau Mitte. [ Notiz: unterklassige Vereine ohne automatisches Los-Heimrecht.]
Ab der ersten Zwischenrunde, bewarben sich insgesamt 110 Vereine der Gau-Region um den Einzug in die erste Schlussrunde.

## 1. Zwischenrunde

### Magdeburg-Anhalt
Die Spiele fanden vorwiegend am 23. Februar 1941 statt.
 Es waren 8 Vereine aus der Bezirksklasse Magdeburg-Anhalt und dazu 20 Vereine aus unteren Klassen qualifiziert. [ gesamt 28 ]
[ Regel-Spieltag: Sonntag, 23. Februar 1941 ]
| Datum      |                            | Ergebnis |                           |
| ---------- | -------------------------- | -------- | ------------------------- |
| 01- 23.02. | VfB 06 Schönebeck          | 6:2      | VfB Gr.-Ottersleben (BK)  |
| 02- 23.02. | SC Niederndodeleben        | 5:1      | MSC Preußen 99 (BK)       |
| 03- 23.02. | VfL Viktoria-Neustadt (BK) | 4:2      | Magdeburger SC 1900       |
| 04- 23.02. | SV 09 Staßfurt (BK)        | 8:0      | FC Bode Löderburg         |
| 05- 23.02. | Viktoria 03 Zerbst         | 3:6      | FV Fortuna Magdeburg (BK) |
| 06- 23.02. | Blau-Weiß Törten           | 1:6      | Dessauer SV 98 (BK)       |
| 07- 23.02. | SV 02 Köthen               | 0:4      | FC Wacker Bernburg (BK)   |
| 08- 23.02. | SC 1910 Oschersleben (BK)  | w/o      | VfL Jahn Westeregeln      |
| 09- 23.02. | Viktoria 09 Stendal        | 2:0      | Stendaler BC              |
| 10- 23.02. | FC Preußen Burg            | 4:0      | Burger BC 08              |
| 11- 23.02. | VfL Germania Halberstadt   | 2:0      | WKG Junkers Halberstadt   |
| 12- 23.02. | SV 07 Bernburg             | 7:3      | SV Aschersleben 1913      |
| 13- 23.02. | WKG Arado Wittenberg       | 3:4      | SV Tannenheger Dessau     |
| 14- 02.03. | MFC Komet 08               | 1:2      | SC Viktoria Haldensleben  |

### Halle-Merseburg
Die Spiele fanden vorwiegend am 23. Februar 1941 statt.
 Es waren 9 Vereine aus der Bezirksklasse Halle-Merseburg und dazu 31 Vereine aus unteren Klassen qualifiziert. [ gesamt 40 ]
 Der VfL Merseburg nahm als Bezirksklasse-Vertreter nicht teil. Zeitnah fusionierte der Verein mit Reichsbahn Merseburg zur neuen KSG (Rb./SG) Merseburg und war daher nicht spielberechtigt oder verzichtete freiwillig.
[ Regel-Spieltag: Sonntag, 23. Februar 1941 ]
| Datum      |                          | Ergebnis |                            |
| ---------- | ------------------------ | -------- | -------------------------- |
| 01- 23.02. | VfL 1911 Bitterfeld (BK) | 6:2      | SG Union Sandersdorf       |
| 02- 23.02. | VfL Wolfen               | 1:9      | FV Sportfreunde Halle (BK) |
| 03- 23.02. | FC Wacker Halle (BK)     | 7:2      | SC Favorit Halle           |
| 04- 23.02. | VfB Schkeuditz           | 4:2      | Borussia 02 Halle (BK)     |
| 05- 23.02. | SV Halle 98 (BK)         | 5:3      | TuSG Bad Dürrenberg        |
| 06- 23.02. | Glückauf Braunsdorf      | 1:3      | FC Preußen Merseburg (BK)  |
| 07- 23.02. | TuS 1919 Leuna (BK)      | 3:2      | Städt.MTV Weißenfels       |
| 08- 23.02. | SV Merseburg 99 (BK)     | -:-      | vakant                     |
| 09- 23.02. | SC Prösen                | -:-      | Fortuna Mückenberg         |
| 10- 23.02. | Concordia Delitzsch      | 3:1      | TuSV Petersroda            |
| 11- 23.02. | VfB Lobejün              | 4:5      | SV Weise Halle             |
| 12- 23.02. | BSC 07 Sangerhausen      | w/o      | TuSV Pustleben             |
| 13- 23.02. | Blau-Weiß Altdorf        | 1:2      | SpVgg Eisleben             |
| 14- 23.02. | Wacker Großkorbetha      | 1:0      | SV Hohenmölsen             |
| 15- 23.02. | VfB Trebnitz             | 2:1      | TuS Taucha                 |
| 16- 23.02. | Zeitzer BC               | 4:5      | TuSV Droyßig               |
| 17- 23.02. | LSV Sondershausen        | 2:5      | LSV Nordhausen             |
| 18- 23.02. | SV Preußen Nordhausen    | 2:6      | Wacker 05 Nordhausen       |
| 19- 02.03. | BC Dommitzsch            | 0:1      | SG Mockrehna (BK)          |
| 20- 02.03. | SV Oberröblingen         | 4:1      | SV Wimmelburg              |

### Thüringen
Die Spiele fanden vorwiegend am 23. Februar 1941 statt.
 Es waren 12 Vereine aus der Bezirksklasse Thüringen und dazu 30 Vereine aus unteren Klassen qualifiziert. [ gesamt 42 ]
 Bezirksklasse-Vertreter SpVgg Neuhaus-Igelshieb zog seine Mannschaft inmitten der Saison vom Spielbetrieb zurück und wurde somit nicht für die Teilnahme am Pokal-Geschehen berücksichtigt.
 Beide Bezirksklasse-Vertreter: SV 08 Steinach und 1. FC 07 Lauscha, wurden aufgrund früherer Verbands-Entscheidungen, (sportpolitisch motiviert),  mit einem Gauliga-Status ausgestattet und erst mit Beginn der Hauptrunde in den Wettbewerb eingegliedert.
[ Regel-Spieltag: Sonntag, 23. Februar 1941 ]
| Datum      |                           | Ergebnis  |                          |
| ---------- | ------------------------- | --------- | ------------------------ |
| 01- 23.02. | SpVgg 02 Erfurt (BK)      | 3:1       | Vimaria Weimar           |
| 02- 23.02. | SC Stadtilm               | 1:5       | SC Erfurt 95 (BK)        |
| 03- 23.02. | VfB Mühlhausen            | 4:2       | SV 1899 Mühlhausen (BK)  |
| 04- 23.02. | FV Germania Ilmenau (BK)  | 7:0       | SC Großbreitenbach       |
| 05- 23.02. | VfB Sömmerda (BK)         | 7:0       | Rb./SG Erfurt            |
| 06- 23.02. | SpVgg Heinrichs Suhl (BK) | 6:3       | SpVgg 06 Zella-Mehlis    |
| 07- 23.02. | VfL 06 Saalfeld (BK)      | 4:1       | VfL Neustadt/Coburg (BK) |
| 08- 23.02. | SV 09 Arnstadt            | 3:2       | 1. Suhler SV 06 (BK)     |
| 09- 23.02. | SC 06 Oberlind (BK)       | a -:- a   | TuSV Wildenheid (BK)     |
| NA- 02.03. | SC 06 Oberlind (BK)       | a w/o a   | TuSV Wildenheid (BK)     |
| 10- 23.02. | Eintracht Altenburg       | 5:3       | SpVgg Meuselwitz         |
| 11- 23.02. | SV Schmölln               | 2:4       | Turnbund Hermsdorf       |
| 12- 23.02. | FC Wacker Gera            | 6:0       | TV Wünschendorf          |
| 13- 23.02. | Phönix Pößneck            | 3:8       | LSV Weimar-Nohra         |
| 14- 23.02. | VfB Apolda                | 3:0       | TuS Schott Jena          |
| 15- 23.02. | VfB 04 Erfurt             | 2:0       | Turnerschaft Erfurt      |
| 16- 23.02. | Arnoldi 01 Gotha          | 4:3       | TuSV Sundhausen          |
| 17- 23.02. | Borussia Eisenach         | 2:3 n. V. | SpVgg Eisenach           |
| 18- 02.03. | Wacker Schweina           | -:-       | SpVgg Tiefenort          |
| 19- 02.03. | 1. FC 04 Sonneberg (BK)   | b 6:0 b   | SG Siemens Neuhaus       |
| 20- 09.03. | Blau-Weiß Steinbach       | -:-       | Schwarz-Weiß Fambach     |
| 21- 09.03. | TuSV Viernau              | -:-       | SV 09 Benshausen         |

## 2. Zwischenrunde
Alle Spiele waren für den 9. März 1941 terminiert.

### Magdeburg-Anhalt
[ Regel-Spieltag: Sonntag, 9. März 1941 ]
| Datum      |                      | Ergebnis |                          |
| ---------- | -------------------- | -------- | ------------------------ |
| 01- 09.03. | Viktoria 09 Stendal  | 5:4      | VfL Viktoria-Neustadt    |
| 02- 09.03. | FC Preußen Burg      | 6:0      | SC Niederndodeleben      |
| 03- 09.03. | FV Fortuna Magdeburg | 12:00    | SC Viktoria Haldensleben |
| 04- 09.03. | SC 1910 Oschersleben | 5:4      | VfL Germania Halberstadt |
| 05- 09.03. | SV 09 Staßfurt       | 5:3      | VfB 06 Schönebeck        |
| 06- 09.03. | FC Wacker Bernburg   | 2:1      | SV 07 Bernburg           |
| 07- 09.03. | Dessauer SV 98       | 3:0      | SV Tannenheger Dessau    |

### Halle-Merseburg
[ Regel-Spieltag: Sonntag, 9. März 1941 ]
| Datum      |                       | Ergebnis  |                       |
| ---------- | --------------------- | --------- | --------------------- |
| 01- 09.03. | VfL 1911 Bitterfeld   | 2:1       | Concordia Delitzsch   |
| 02- 09.03. | SpVgg Eisleben        | 1:6       | FC Wacker Halle       |
| 03- 09.03. | FV Sportfreunde Halle | 2:2 n. V. | SV Weise Halle        |
| WS- 16.03. | SV Weise Halle        | 5:3       | FV Sportfreunde Halle |
| 04- 09.03. | VfB Schkeuditz        | 0:3       | SV Halle 98           |
| 05- 09.03. | Wacker 05 Nordhausen  | 2:7       | LSV Nordhausen        |
| 06- 09.03. | BSC 07 Sangerhausen   | 0:2       | SV Oberröblingen      |
| 07- 09.03. | FC Preußen Merseburg  | 0:7       | SV Merseburg 99       |
| 08- 09.03. | TuS 1919 Leuna        | 6:1       | Wacker Großkorbetha   |
| 09- 09.03. | SG Mockrehna          | 7:1       | SC Prösen             |

### Thüringen
[ Regel-Spieltag: Sonntag, 9. März 1941 ]
| Datum                 |                     | Ergebnis |                      |
| --------------------- | ------------------- | -------- | -------------------- |
| 01- 09.03.            | FC Wacker Gera      | 6:3      | TuSV Droyßig c       |
| 02- 09.03.            | Eintracht Altenburg | 4:1      | VfB Trebnitz c       |
| 03- 09.03.            | Turnbund Hermsdorf  | 01:10    | LSV Weimar-Nohra     |
| 04- 09.03.            | SC Erfurt 95        | 3:1      | VfB Apolda           |
| 05- 09.03.            | VfB Sömmerda        | 2:3      | VfB 04 Erfurt        |
| 06- 09.03.            | Arnoldi 01 Gotha    | 0:3      | VfB Mühlhausen       |
| 07- 09.03.            | SpVgg Eisenach      | 0:2      | SpVgg Tiefenort      |
| 08- 09.03.            | TuSV Wildenheid     | 2:1      | 1. FC 04 Sonneberg   |
| 09- 09.03.            | VfL 06 Saalfeld     | w/o      | FV Germania Ilmenau  |
| 10- 09.03.            | Blau-Weiß Steinbach | -:-      | SpVgg Heinrichs Suhl |
| 11- 09.03.            | TuSV Viernau        | 3:1      | SV 09 Arnstadt       |
| Freilos: SpVgg Erfurt |                     |          |                      |

## 1. Hauptrunde
Die Spiele waren für den 20. April 1941 terminiert.
 Es stießen 8 Gauligisten, sowie obig erwähnte 2 Thüringer Bezirksklasse-Vertreter und damit insgesamt 10 Vereine hinzu.
[ Regel-Spieltag: Sonntag, 20. April 1941 ]
| Datum                         |                         | Ergebnis  |                       |
| ----------------------------- | ----------------------- | --------- | --------------------- |
| 01- 20.04.                    | FC Wacker Bernburg      | 0:4       | SV Dessau 05 (GL)     |
| 02- 20.04.                    | SV 09 Staßfurt          | 3:3 n. V. | CV Magdeburg (GL)     |
| WS- 27.04.                    | (GL) CV Magdeburg       | 3:2       | SV 09 Staßfurt        |
| 03- 20.04.                    | SV Merseburg 99         | 2:1       | VfL Halle 96 (GL)     |
| 04- 20.04.                    | (GL) SpVg 1910 Zeitz    | 7:1       | SV Weise Halle        |
| 05- 20.04.                    | (GL) 1. SV 04 Gera      | 5:3       | Eintracht Altenburg   |
| 06- 20.04.                    | (GL) SC Apolda          | 6:0       | TuS 1919 Leuna        |
| 07- 20.04.                    | (GL) FC Thüringen Weida | 2:4       | FC Wacker Gera        |
| 08- 20.04.                    | (BK) SV 08 Steinach     | 2:1 n. V. | TuSV Wildenheid       |
| 09- 20.04.                    | VfL 06 Saalfeld         | w/o       | 1. FC 07 Lauscha (BK) |
| 10- 20.04.                    | Viktoria 09 Stendal     | 5:2       | FV Fortuna Magdeburg  |
| 11- 20.04.                    | FC Preußen Burg         | 3:4       | SC 1910 Oschersleben  |
| 12- 20.04.                    | FC Wacker Halle         | 3:2       | SG Mockrehna          |
| 13- 20.04.                    | Dessauer SV 98          | 3:1       | VfL 1911 Bitterfeld   |
| 14- 20.04.                    | VfB Mühlhausen          | 2:3       | LSV Nordhausen        |
| 15- 20.04.                    | SV Oberröblingen        | 4:2       | SV Halle 98           |
| 16- 20.04.                    | LSV Weimar-Nohra        | 3:4       | SC Erfurt 95          |
| 17- 20.04.                    | SpVgg Tiefenort         | 4:2       | TuSV Viernau          |
| 18- 20.04.                    | VfB 04 Erfurt           | 0:2       | SpVgg 02 Erfurt       |
| Freilos: SpVgg Heinrichs Suhl |                         |           |                       |

## 2. Hauptrunde
Die Spiele fanden vorwiegend am 18. Mai 1941 statt.
[ Regel-Spieltag: Sonntag, 18. Mai 1941 ]
| Datum                        |                      | Ergebnis |                  |
| ---------------------------- | -------------------- | -------- | ---------------- |
| 01- 17.05.                   | LSV Weimar-Nohra     | 4:0      | SC Apolda        |
| 02- 18.05.                   | SC 1910 Oschersleben | 4:5      | CV Magdeburg     |
| 03- 18.05.                   | SpVg 1910 Zeitz      | 3:0      | SV Merseburg 99  |
| 04- 18.05.                   | FC Wacker Halle      | 5:2      | SV Oberröblingen |
| 05- 18.05.                   | FC Wacker Gera       | 1:0      | 1. SV 04 Gera    |
| 06- 18.05.                   | LSV Nordhausen       | 5:1      | SpVgg 02 Erfurt  |
| 07- 18.05.                   | SpVgg Heinrichs Suhl | -:-      | SpVgg Tiefenort  |
| 08- 18.05.                   | VfL 06 Saalfeld      | 4:1      | SV 08 Steinach   |
| 09- 18.05.                   | SV Dessau 05         | d w/o d  | Dessauer SV 98   |
| Freilos: Viktoria 09 Stendal |                      |          |                  |

## 3. Hauptrunde
Ab der dritten Hauptrunde trafen die verbliebenen Teilnehmer aus dem Gau Mitte auf die Vertreter der Gaue Nordmark und Niedersachsen.

Die Spiele fanden vorwiegend am 8. Juni statt.

### Gaugruppe 1

#### Nordmark
[ Regel-Spieltag: Sonntag, 8. Juni 1941 ]
| Datum      |                            | Ergebnis |                             |
| ---------- | -------------------------- | -------- | --------------------------- |
| 01- 08.06. | Holstein Kiel (GL NM)      | 7:2      | FC. St. Pauli (BK HH)       |
| 02- 08.06. | SC Sperber (GL NM)         | 4:1      | Union 03 Altona (BK HH)     |
| 03- 08.06. | SV Polizei Lübeck (GL NM)  | 5:2      | Polizei SV Hamburg (BK HH)  |
| 04- 08.06. | LSV Schleswig (BK SH)      | 0:7      | SV Werder Bremen (GL NS)    |
| 05- 08.06. | FV Wilhelmsburg 09 (GL NM) | e -:- e  | Viktoria 09 Stendal (BK MA) |

#### Niedersachsen
[ Regel-Spieltag: Sonntag, 8. Juni 1941 ]
| Datum      |                                   | Ergebnis  |                                   |
| ---------- | --------------------------------- | --------- | --------------------------------- |
| 01- 08.06. | SV Linden 07 (GL NS)              | 5:1       | TV Badenstedt (BK SB)             |
| 02- 08.06. | 1.SC Göttingen 05 (GL NS)         | 2:2 n. V. | SV Brunswick Braunschweig (BK SB) |
| WS- 14.06. | SV Brunswick Braunschweig (BK SB) | w/o       | 1.SC Göttingen 05 (GL NS)         |
| 03- 08.06. | Wilhelmshaven 05 (GL NS)          | 0:2       | Eimsbütteler TV (GL NM)           |
| 04- 08.06. | TuRa Gröpelingen (GL NS)          | 2:1       | Borussia Harburg (GL NM)          |
| 05- 08.06. | VfL Osnabrück (GL NS)             | w/o       | MSV Nebeltruppe Celle (BK LB)     |

#### Zusatz-Qualifikation
| Datum      |                            | Ergebnis |                       |
| ---------- | -------------------------- | -------- | --------------------- |
| ZQ- 15.06. | FV Wilhelmsburg 09 (GL NM) | 2:1      | VfL Osnabrück (GL NS) |

#### Mitte
[ Regel-Spieltag: Sonntag, 8. Juni 1941 ]
| Datum      |                         | Ergebnis      |                                |
| ---------- | ----------------------- | ------------- | ------------------------------ |
| 01- 08.06. | SV Dessau 05 (GL MI)    | f 3:3 n. V. f | Eintracht Braunschweig (GL NS) |
| 02- 08.06. | SpVg 1910 Zeitz(GL MI)  | 3:2 n. V.     | VfL 06 Saalfeld (BK TH)        |
| 03- 08.06. | FC Wacker Gera (KK TH)  | 1:2 n. V.     | LSV Weimar-Nohra (KK TH)       |
| 04- 08.06. | CV Magdeburg (GL MI)    | 1:4           | FC Wacker Halle (BK HM)        |
| 05- 08.06. | SpVgg Tiefenort (KK TH) | 3:7           | LSV Nordhausen (KK HM)         |

## 4. Hauptrunde
Die Sieger der vierten Hauptrunde, qualifizierten sich neben den jeweiligen Gau-Meistern, für die Teilnahme an der ersten Schlussrunde.

Die Spiele fanden vorwiegend am 22. Juni 1941 statt.
[ Regel-Spieltag: Sonntag, 22. Juni 1941 ]
| Datum      |                        | Ergebnis |                           |
| ---------- | ---------------------- | -------- | ------------------------- |
| 01- 21.06. | FC Wacker Halle        | 1:6      | KSV Holstein Kiel         |
| 02- 22.06. | LSV Weimar-Nohra       | 2:3      | SV Linden 07              |
| 03- 22.06. | LSV Nordhausen         | 5:2      | SV Brunswick Braunschweig |
| 04- 22.06. | SV Werder Bremen       | 5:0      | SpVg 1910 Zeitz           |
| 05- 22.06. | Eimsbütteler TV        | 8:5      | TuRa Gröpelingen          |
| 06- 22.06. | FV Wilhelmsburg 09     | 6:1      | SC Sperber                |
| 07- 22.06. | Eintracht Braunschweig | 5:2      | SV Polizei Lübeck         |

## Qualifikanten & Verlauf
Folgende 10 Vereine qualifizierten sich demnach für die weiteren Runden des Wettbewerbs.
| Gau                 | Qualifikation als: | Qualifikation als:                                       |
| Gau                 | Gaumeister 1940/41 | Sieger der Vor-Qualifikation                             |
| ------------------- | ------------------ | -------------------------------------------------------- |
| Nordmark [ 4 ]      | Hamburger SV       | Holstein Kiel - Eimsbütteler TV - SC Sperber             |
| Niedersachsen [ 4 ] | Hannover 96        | SV Linden 07 - SV Werder Bremen - Eintracht Braunschweig |
| Mitte [ 2 ]         | 1. SV 03 Jena      | LSV Nordhausen                                           |

Ab 13. Juli 1941 nahm die Gaugruppe 1 (Nordmark / Niedersachsen / Mitte), dann mit insgesamt 10 qualifizierten Vereinen an der 1. Schlussrunde des weiteren Wettbewerbs teil. Beide Vereine des Gau Mitte trafen in dieser 1. Schlussrunde direkt aufeinander. Jena setzte sich in Nordhausen durch. Ebenso in der 2. Schlussrunde, am 3. August zu Hause gegen Borussia Fulda. Im Achtelfinale, war am 24. August der FV Metz in Jena zu Gast, gegen den man sich souverän für das Viertelfinale qualifizierte. Dann setzte in diesem aber an der Förde, der KSV Holstein Kiel am 21. September das Pokal-Stop-Zeichen für den alleinig-verbliebenen Vertreter des Mitte-Gau.

## Legende
- GL = Gauliga
  - NM = Nordmark //  NS = Niedersachsen // MI = Mitte
- BK = Bezirksklasse
  - MA = Magdeburg-Anhalt // HM = Halle-Merseburg // TH = Thüringen
  - SH = Schleswig-Holstein // HH = Hamburg // // LB = Lüneburg-(Süd) // SB = Südhannover-Braunschweig
- KK = Kreisklasse
- NA = Neuansetzung / WS = Wiederholungsspiel
- n. a. = nicht abgebildet
- w/o = walkover (kampflos)